# هاري ليونز (سياسي)
هاري ليونز هو سياسي كندي، ولد في 8 يناير 1900 في جورجينا في كندا، وتوفي في 4 سبتمبر 1962 في سو ساينت ماري في كندا. نشط حزبياً في حزب أونتاريو المحافظ التقدمي. وقد انتخب عضو برلمان مقاطعة أونتاريو ‏.